# Nádor Vera
Nádor Vera (Budapest, 1919. január 24. – Budapest, 1985. július 20.) magyar lapszerkesztő, újságíró, divattervező, iparművész, jelmeztervező, művészpedagógus.

## Életpályája
Művészeti tanulmányait az Orbán Dezső festőművész által vezetett – a Bauhaushoz hasonló törekvéseket képviselő – budapesti Atelier művészeti tervező és műhelyiskolában végezte el 1935-ben. 1936–1944 között – megbízásos szerződéssel – napi- és hetilapoknak készített divatterveket, riportokat, valamint magyar filmekhez divatterveket. 1945–1948 között a Magyar Rádió divatrovatának vezetője volt. 1948–1952 között a Női Ruhaipari Vállalat divattervezőjeként dolgozott. 1953–1957 között az Iparművészeti Főiskola ruha tanszékének vezetője volt. 1976-ig – nyugdíjazásáig – a Magyar Divat Intézet jogelődjeinek volt művészeti vezetője és művészeti igazgató-helyettese. 1976 után a Luxus Áruház Clara Szalonjának művészeti vezetőjeként tevékenykedett.

### Munkássága
Divattervezői munkája mellett a Pesti Divat című lapnak volt felelős szerkesztője, majd annak megszűnése után az Ez a Divat tanácsadó testületének vezetője volt. Az Évában és a Gabi-Mami című lapban közölt rendszeresen divatinformációkat. A magyar öltözködési kultúra színvonalának emelésére törekedett; állandó kapcsolatot tartott fenn a gyártó cégekkel, vállalatokkal. Modelljeit Brüsszelben és Szófiában aranyéremmel díjazták. Munkái többször nyerték el a Könnyűipar Legszebb Terméke címet.

## Művei
- Nőiruha szabás-szakrajz francia a ruhaipari ip. tanulók 1-2. oszt. számára (1961)
- Női ruhaipari szakrajz (1962)
- Modellrajz (1966)
- Művészeti ismeretek 2. (1970)
- Fürtös György (1973)
- Női ruha szabás-szakrajz (1974-1975)
- Női- és lánykaruhák szerkesztése, szabása (1976)

## Színházi munkái
- Mona Marie mosolya (jelmeztervező, 1968)
- Motel a hegyen (jelmeztervező, 1972)

## Filmes munkái
- A 111-es (1937)
- Hotel Kikelet (1937)
- Ha egyszer húsz év múlva… (1964)
- Kár a benzinért (1965)
- Három történet a romantikáról (1965)
- Bohóc a falon (1968)
- A tetovált nő (1971)

## Díjai
- Eötvös Loránd-díj (1975)